# How to Make Enemies and Irritate People
How To Make Enemies and Irritate People è il sesto album studio del gruppo punk statunitense Screeching Weasel, pubblicato il 9 settembre 1994. Al momento della sua pubblicazione il gruppo lo considerava il proprio ultimo album, dopo l'addio del bassista Danny Vapid. Vapid fu sostituito da Mike Dirnt dei Green Day al basso e alla voce d'accompagnamento. La band si sciolse dopo la pubblicazione dell'album; Ben Weasel, Danny Vapid e Dan Panic formarono i Riverdales e il chitarrista Jughead si dedicò alla scrittura di commedie teatrali.

## Tracce
- Tutte le tracce scritte da Ben Weasel, eccetto la traccia 4 da B. e L. Paine, la traccia 8 da Ben Weasel e Danny Vapid, e la traccia 10 da Ben Weasel e Joe King.

1. Planet of the Apes - 1:50
2. 99 - 2:17
3. I Hate Your Guts on Sunday - 1:39
4. Jonny Are You Queer? - 2:07
5. Time Bomb - 1:15
6. Burnout Girl - 2:20
7. If I Was You - 2:04
8. Nobody Likes You - 2:05
9. Degenerate - 2:03
10. Surf Goddess - 3:25
11. Kathy Isn't Right - 1:25
12. Kathy's on the Roof - 2:39
13. I Wrote Holden Caulfield - 2:47

## Formazione[2]
- Ben Weasel - voce, produttore, note
- Jughead - chitarra
- Mike Dirnt - basso, voce d'accompagnamento
- Dan Panic - batteria
- Gretchen Smear - voce d'accompagnamento in Johnny Are You Queer?
- Anna Mullen - fotografia
- Mass Giorgini - ingegneria del suono

## Curiosità
- Il titolo dell'album è una parodia del famoso bestseller di Dale Carnegie, How to Win Friends and Influence People.